# Tewkesbury
Tewkesbury (pronunție AFI,  /ˈtjuːks * bri/ ) este un oraș și un district ne-metropolitan situat în comitatul Gloucestershire, regiunea South West, Anglia. Districtul are o populație de 78.800 locuitori, dintre care 10.016 locuiesc în orașul propriu zis Tewkesbury.

## Orașe din district
- Andover
- Romsey

## Vedeți și
- Listă de orașe din Anglia